# Pidonia tsuyukii
Pidonia tsuyukii là một loài bọ cánh cứng trong họ Cerambycidae.